# Fürstenberg
Fürstenberg là một đô thị thuộc huyện Oberhavel, bang Brandenburg, Đức.

## Hình ảnh

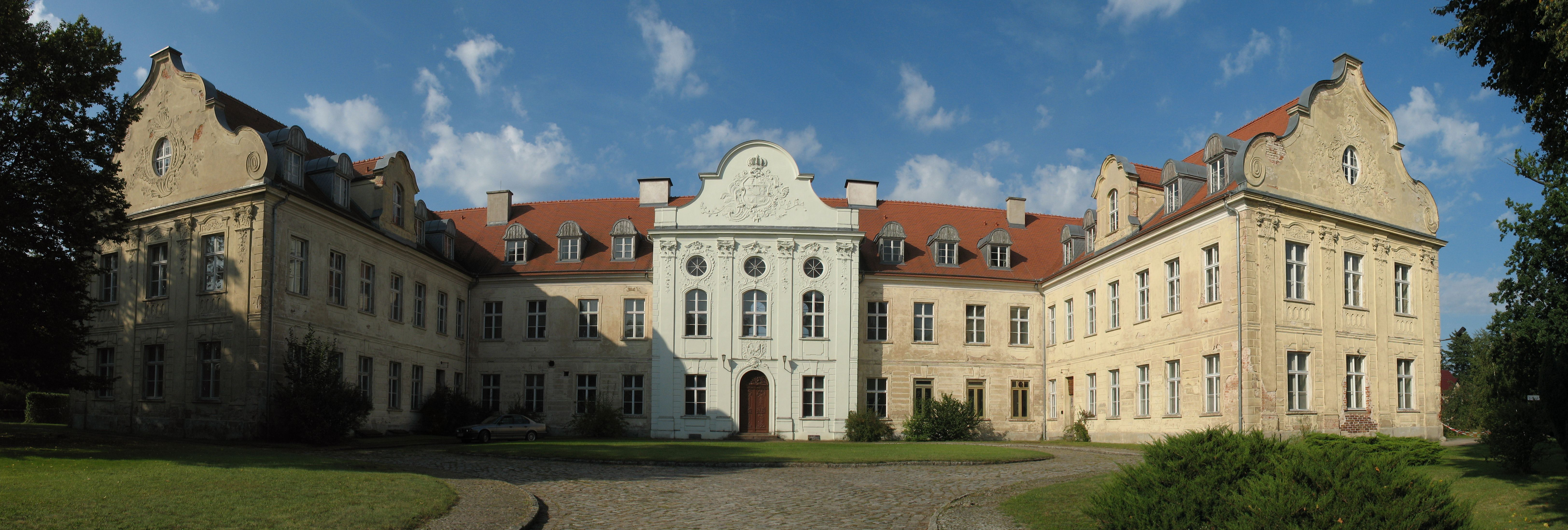
Cung điện
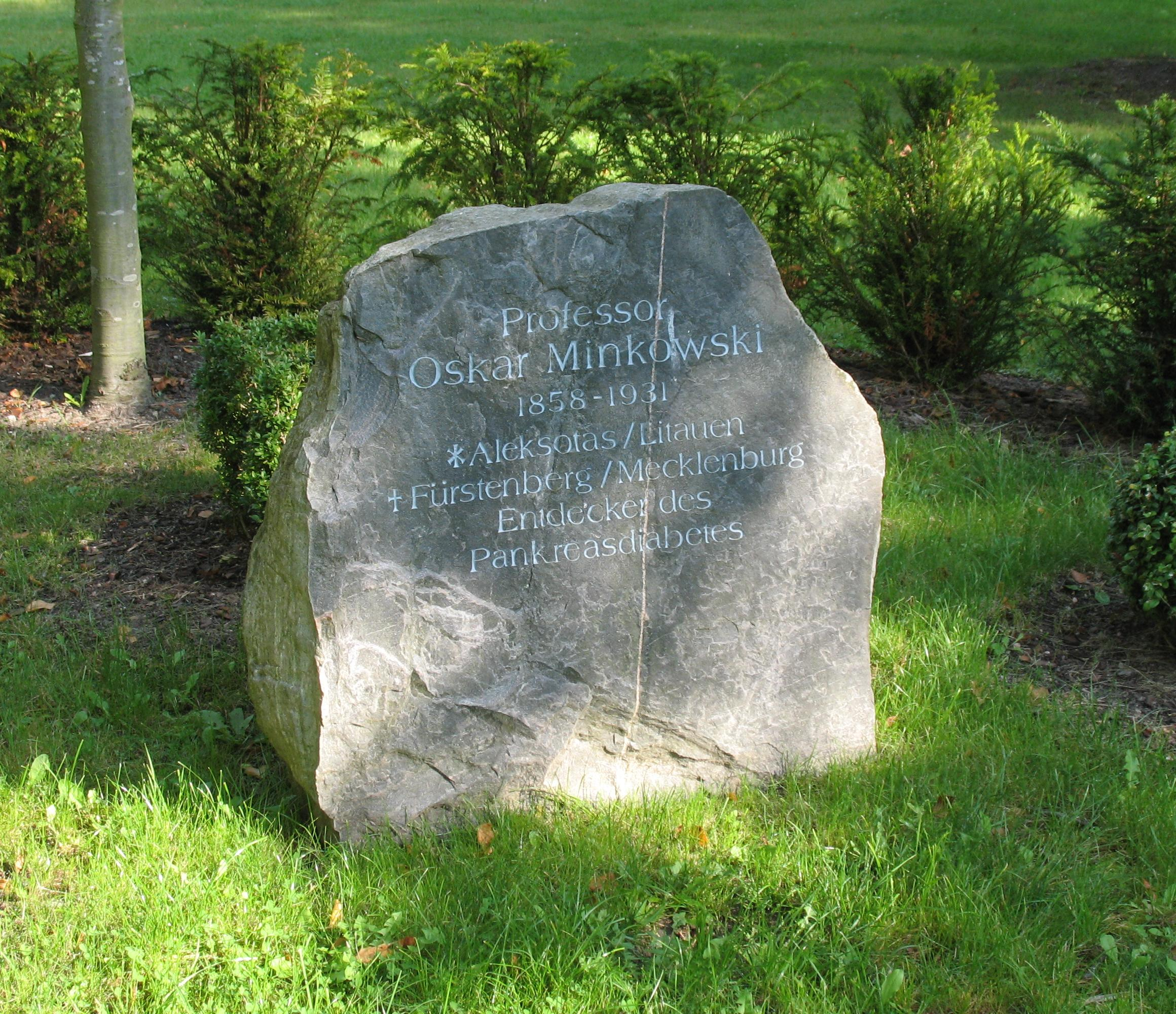
Đá tưởng niệm Oskar Minkowski
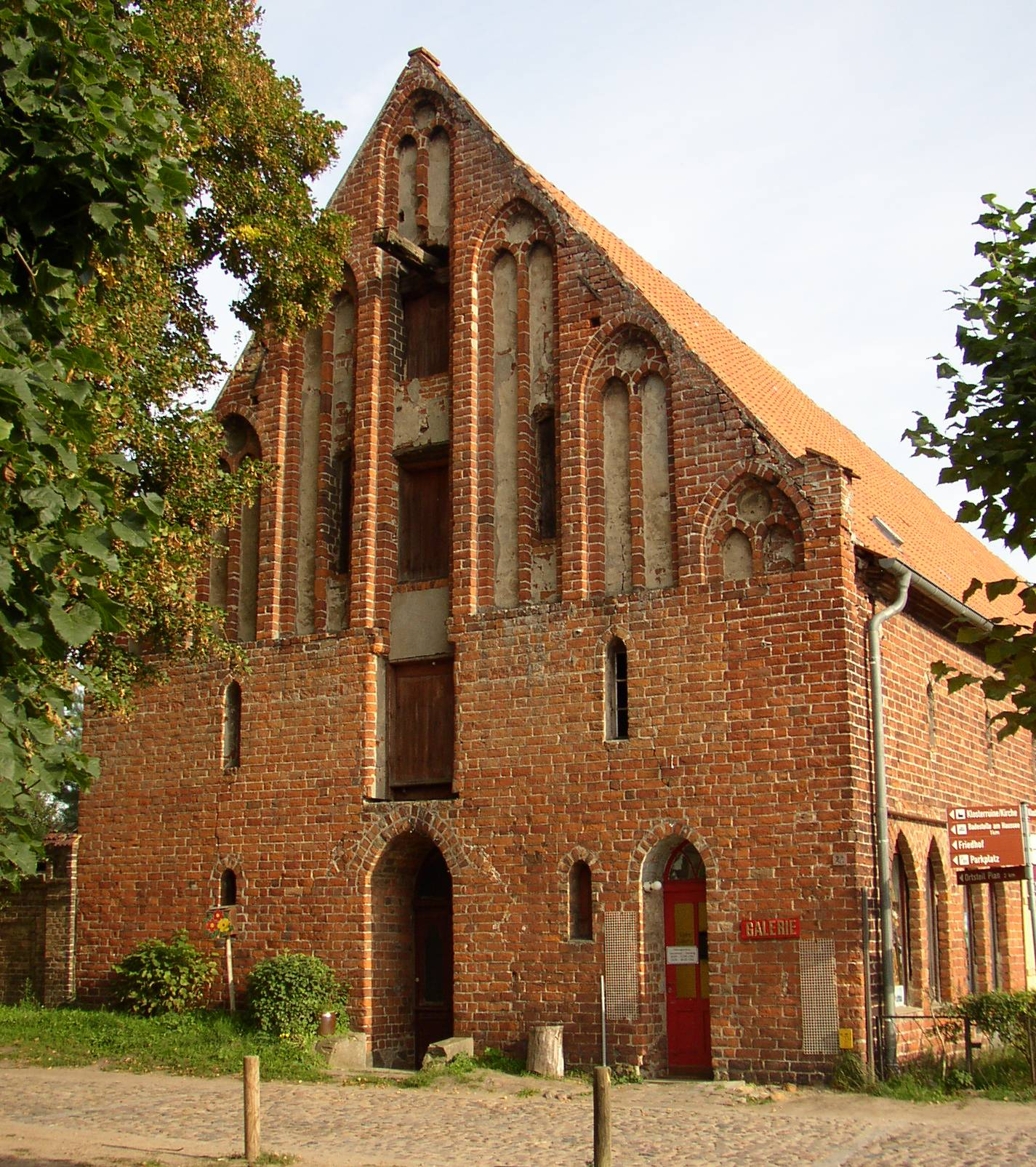
Nhà máy bia cũ ở Himmelpfort
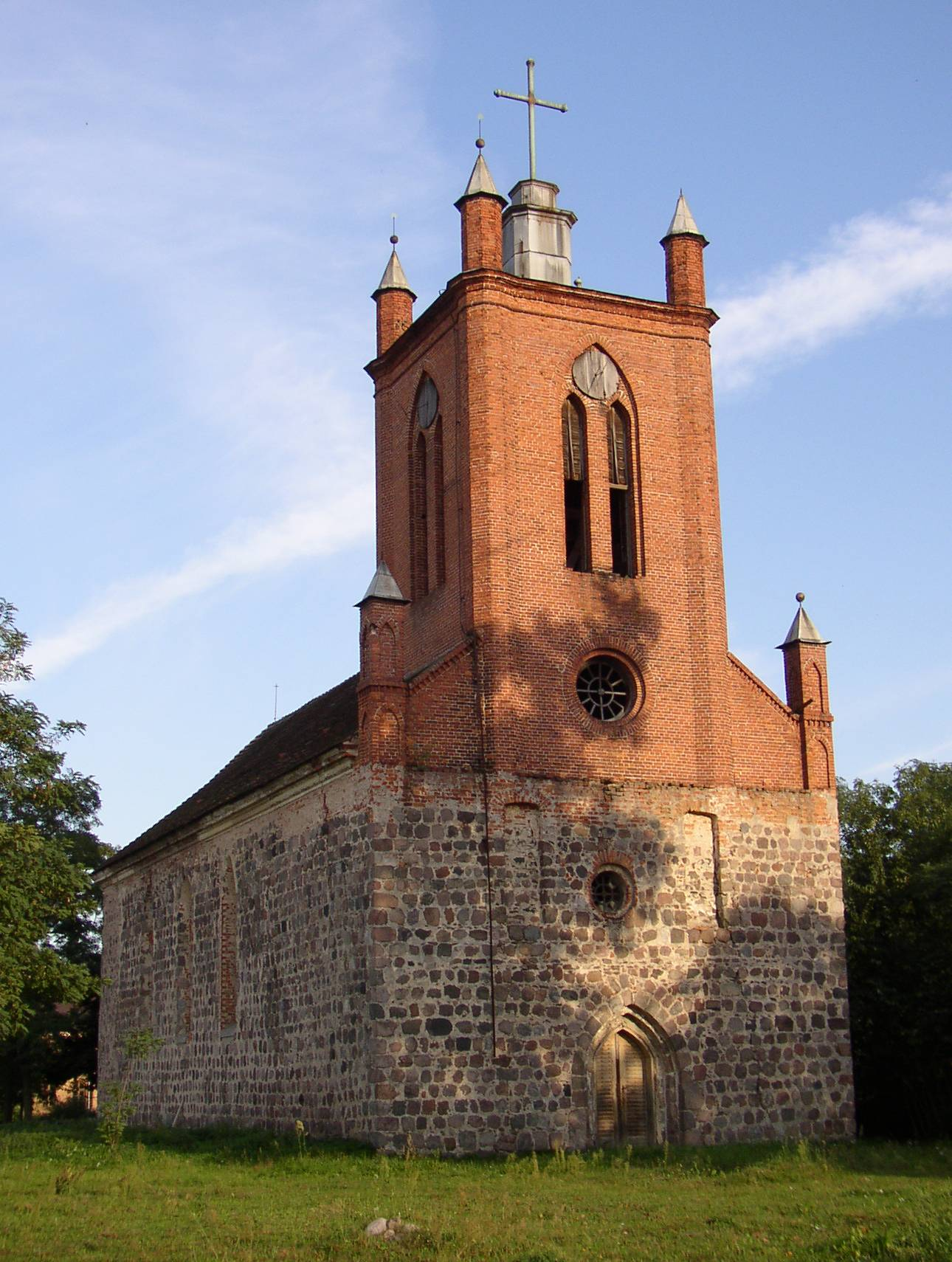
Nhà thờ ở Tornow
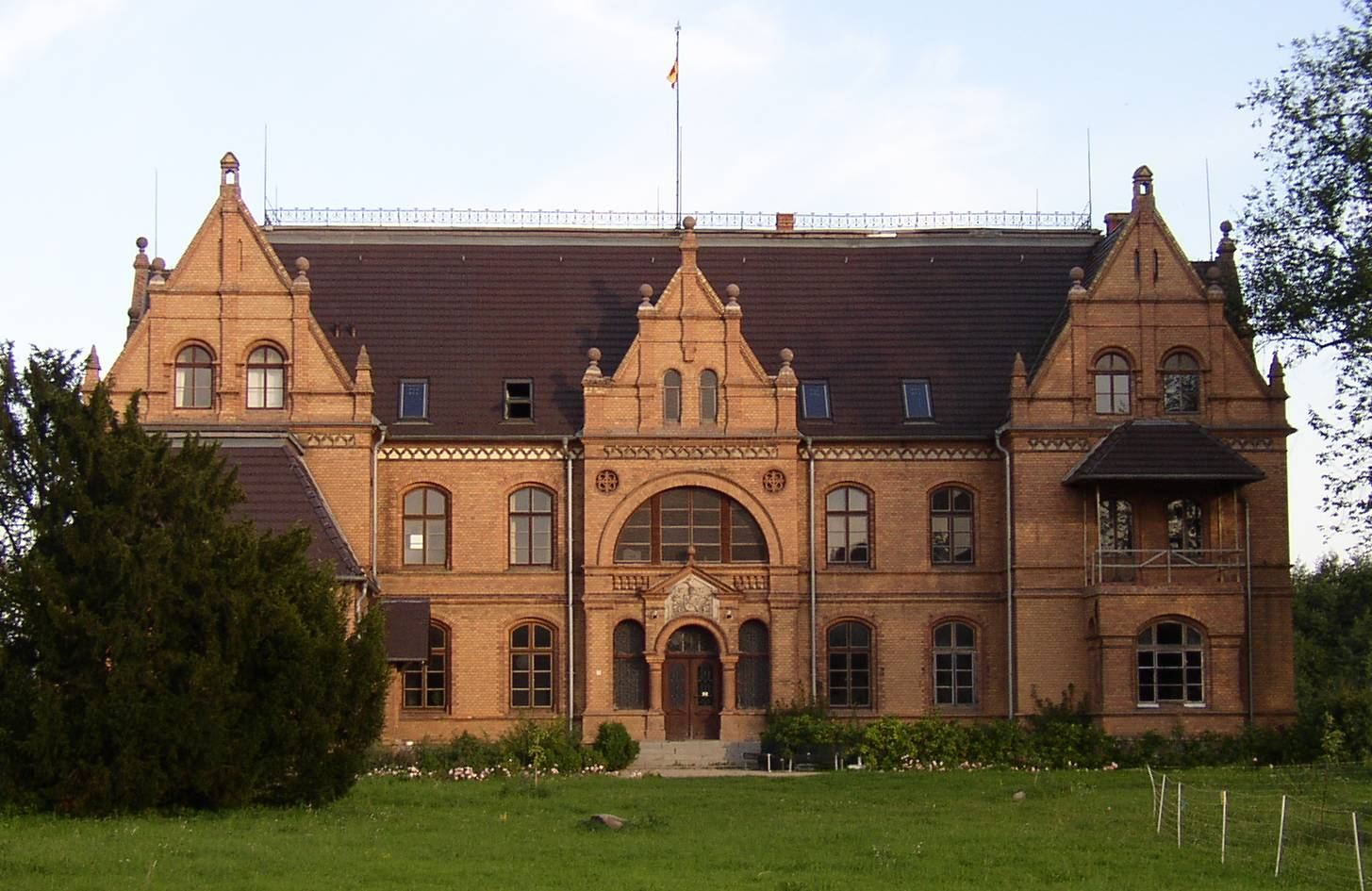
Lâu đài ở Tornow
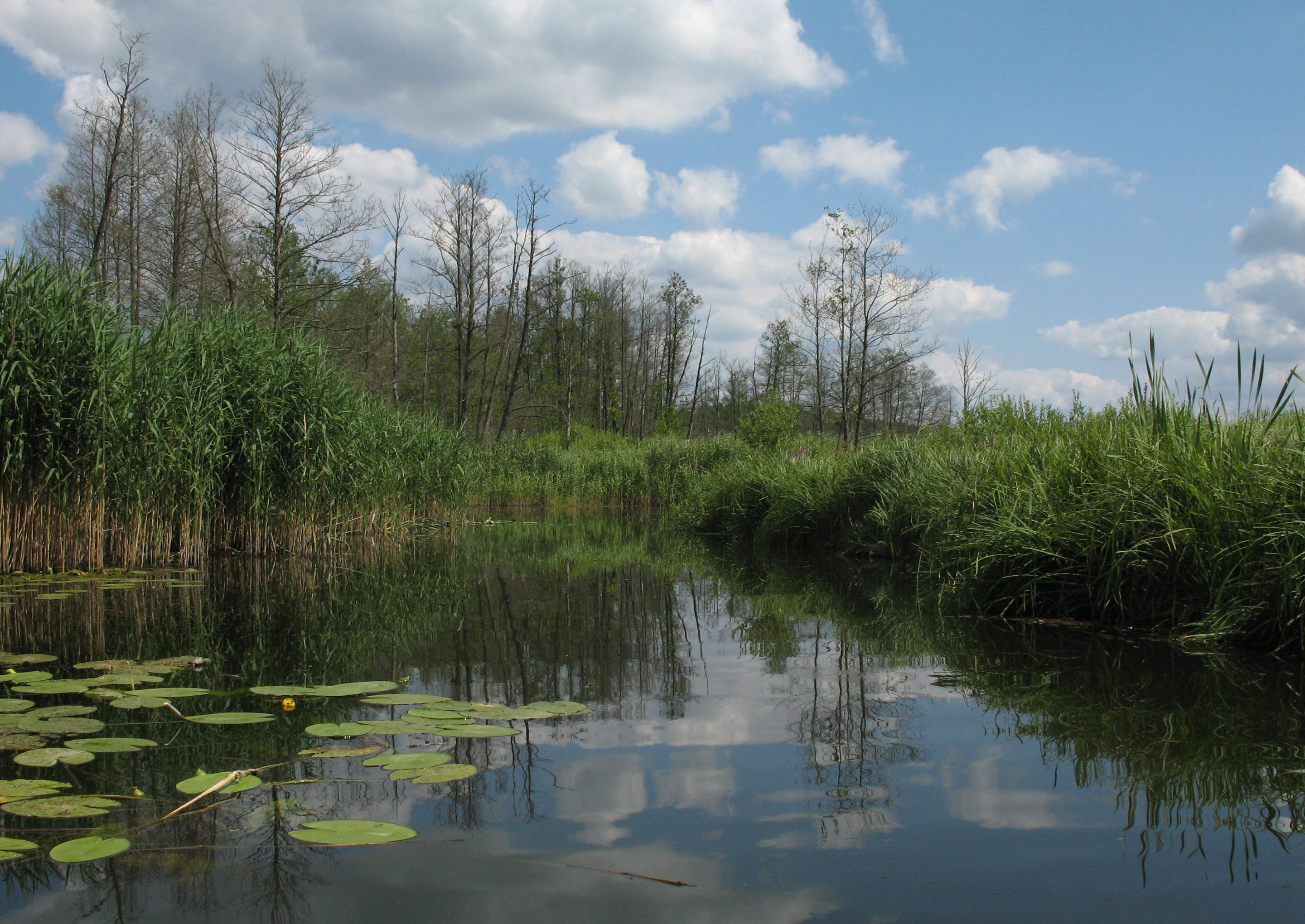
Suối ở Tornow